# حسن أحمد (سياسي)
حسن أحمد (بالإنجليزية: Hassan Ahmed) هو سياسي غاني، ولد في 1955 في غانا. نشط حزبياً في الحزب الوطني الجديد ‏.